# (4265) Kani
Pour les articles homonymes, voir Kani (homonymie).
(4265) Kani est un astéroïde de la ceinture principale.

## Description
(4265) Kani est un astéroïde de la ceinture principale. Il fut découvert le 8 octobre 1989 à Kani par Yoshikane Mizuno et Toshimasa Furuta. Il présente une orbite caractérisée par un demi-grand axe de 2,43 UA, une excentricité de 0,20 et une inclinaison de 4,4° par rapport à l'écliptique.

## Compléments